# Egesina callosa
Egesina callosa är en skalbaggsart som först beskrevs av Francis Polkinghorne Pascoe 1866.  Egesina callosa ingår i släktet Egesina och familjen långhorningar. Inga underarter finns listade i Catalogue of Life.